# 波奴魯魯國家公園
波奴魯魯國家公園（英文：Purnululu National Park）是一座位於澳洲西澳大利亞州金伯利的國家公園，距離西澳首府柏斯有2054公里，是澳洲的世界自然遺產之一。也是澳洲第15個列入世界遺產名單的地方。「波奴魯魯」（Purnululu）此字來自澳洲原住民語，意謂著「砂石」。

## 特色
波奴魯魯國家公園以班古魯班古山脈（Bungle Bungles）的獨特地形聞名，園內可見此山脈的褐黑色夾雜砂岩，經兩千多萬年的侵蝕後所留下的圓椎尖頂群，也因此獨特地形在2003年被列入世界遺產的自然遺產名錄中。「班古魯班古」（Bungle Bungles）此字來自澳洲原住民基查族（Kija）；有一說其意謂著「蜂蜜壺」；另一說則是某族群的名稱，但亦有可能是當地常見金巴利草「bundle bundle grass」的名字而意味著「草堆」。
班古魯班古山脈的海拔約578米，岩層具有兩種顏色交疊，紅色部份為具有鋼與錳地質成份的地層，因裸露在外的部份遭受氧化，而形成了紅色，黑灰色部份則是因岩層在一部份具有多孔性而且透水，加速了藍綠藻生長所影響的。班古魯班古山脈的地層歷史可追溯到泥盆紀、其圓頂群聚的地形則是河流經兩千多萬年的傾蝕所造成的。目前此地形中最受遊客歡迎的是教堂峽谷區（Cathedral Gorge）。
然而園內並非僅有獨特地形，其生態也相當豐富，約有130種的雀鳥，如澳洲長尾小鸚鵡、彩虹鳥等，另外也有不少澳洲特有種，如釘尾小袋鼠和短耳岩袋鼠。
波奴魯魯國家公園在1980年代前都相當隱密，除當地原住民之外，世界上幾乎沒人知道西澳有這樣的地形，在1980年代中期後才逐漸為人所知（西澳旅遊網站），目前波奴魯魯國家公園一年約有2萬名遊客。每年在4月1日到12月31日間開放。

## 交通
此國家公園的對外交通不是很方便，最近的城鎮有兩處，一為距離約250公里的庫努納拉（Kununurra），其次則為距離有109公里的霍爾斯溪（Halls Creek），公園中的道路崎嶇不平，園方僅准許四輪傳動車開入。園內另提供觀景飛行路線，可搭直升機或小飛機從公園內起飛，也可從庫努納拉或霍爾斯溪及Warmun起飛，觀景飛行路線是觀賞班古魯班古山脈起伏壯觀景緻的最佳選擇。
進入公園的主要道路稱為春溪小路（Spring Creek Track），遊客中心就在道路末端，但這53公里並非平坦的柏油路，而是僅適合四輪趨動車的崎嶇小路，車程約要3小時，需車行過幾道小溪。由於此路在雨季溪水暴漲時無法行走，導致公園只在乾季開放。（園內地圖 （页面存档备份，存于））

## 園內設施
波奴魯魯國家公園的園內設施相當基本，除遊客中心提供一些步道指引和急救站、緊急通訊外，沒有別的設施，如飲食或裝備等販賣。住宿方面，波奴魯魯國家公園內僅有露營地，沒有任何旅館或小木屋群，露營地分為兩處，分別是公園南方的華拉迪營地（Walardi）與北方的哥拉鍾營地（Kurrajong）；其中離教堂峽谷較近的是南方的華拉迪營地。這兩個營地僅供應水與簡單廁所，飲水和飲食等都需遊客自備。另外汽油與補給品商店都位於土耳其溪鎮（Turkey Creek）上，此鎮靠近澳洲的大北高速公路（Great Northern Highway）。

## 圖片

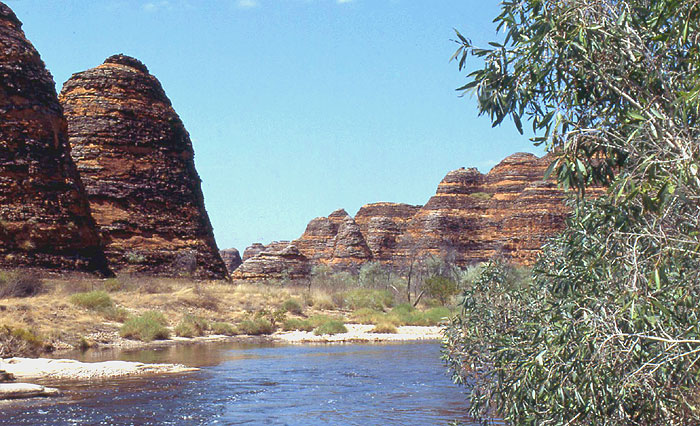
在河邊看紅黑相間的岩層
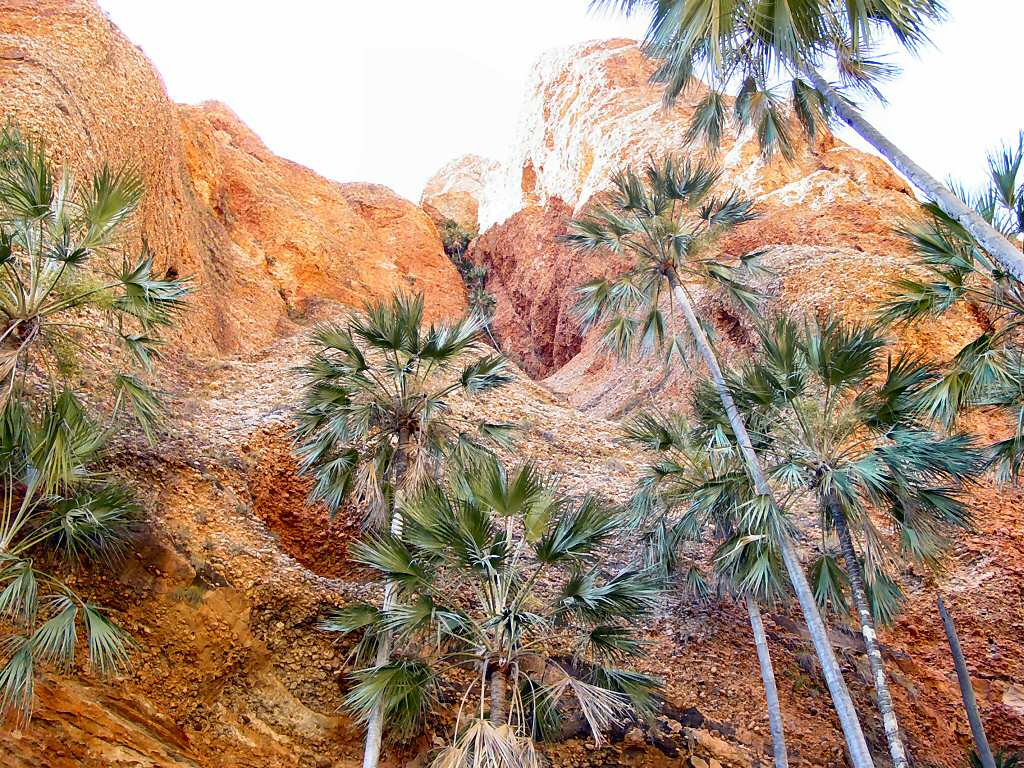
公園中有不少的蒲葵樹
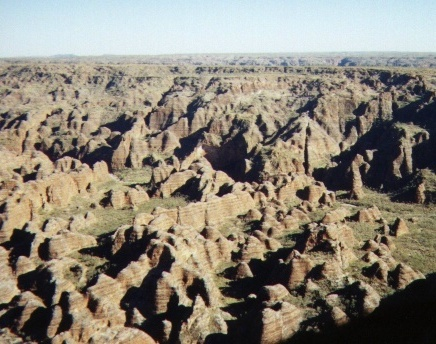
坐飛機鳥瞰圓頂地形

## 外部連結
- 波奴魯魯國家公園官方網站
- 大自然的叫聲 Australia.com[永久]
- 看Flickr上的波奴魯魯國家公園照片
- 人與自然雜誌介紹
- 大紀元報導 （页面存档备份，存于）